# Het schip van ijs
Het schip van ijs is het negentiende album  uit de stripreeks Douwe Dabbert, uitgekomen in 1994. Het verhaal verscheen datzelfde jaar in delen ook in Donald Duck.

## Achtergrond
Het grootste deel van het verhaal is een raamvertelling waarin het sprookje over Het vliegende schip in bewerkte vorm wordt naverteld. Dit volksverhaal komt oorspronkelijk wellicht uit Rusland, dan wel Oekraïne.
Qua verhaallijn is dit het tweede deel in een vierluik, met De kast met duizend deuren als eerste deel.

## Verhaal
Douwe Dabbert is via magische teleportatie beland in Siberië om daar Domoli op te halen van een logeerpartij. Domoli's gastheer Ivanovitsj leest, voordat de twee zullen doorreizen naar Japan, hun eerst nog een bekend sprookje voor. Doordat het boek waaruit wordt voorgelezen geen gewoon boek is maar een toverboek, zien de twee het verhaal zich live voor hun ogen afspelen. 
De dochter van de tsaar heeft nog geen geschikte huwelijkspartner. Allerlei mannen proberen in het paleis indruk te maken met vreemde uitvindingen, maar tevergeefs.  De tsaar maakt bekend dat hij zijn dochter wil uithuwelijken aan een man die een vliegend schip komt brengen. De egoïstische hofmaarschalk wil dit voor alles zien te voorkomen; hij dingt zelf naar de hand van de prinses, maar van hem wil zij niets weten.
Intussen woont een arme jongen genaamd Pjotr  samen met zijn twee oudere broers en ouders op een kleine boerderij. Pjotr heeft een zwaar leven, hij moet op de boerderij veruit het meeste werk doen. Uiteindelijk wordt Pjotr op pad gestuurd naar de tsaar. Onderweg ontmoet hij een oude bedelaar, die een tovenaar in vermomming blijkt te zijn. De tovenaar geeft Pjotr, als beloning omdat die bereid was wat van zijn eten te delen ondanks dat hij zelf weinig had, een vliegend schip van ijs. Zo zal Pjotr bij de dochter van de tsaar veel kans maken. Er zit een voorwaarde aan om met het schip te mogen reizen; Pjotr zal onderweg iedereen die daarom vraagt, mee aan boord moeten nemen.
Pjotr komt onderweg een aantal zeer merkwaardige mensen tegen, maar conform de gemaakte afspraak neemt hij hen allemaal mee. Als ze op het paleis zijn, worden ze door de hofmaarschalk onderworpen aan een aantal extreme lichamelijke beproevingen. Deze moeten ze allemaal doorstaan, wil Pjotr inderdaad in aanmerking komen om met de dochter van de tsaar te trouwen. Ze slagen voor alle proeven, dankzij de zeer bijzondere gaven van Pjotrs medepassagiers (een van hen hoort dingen op duizenden kilometers afstand, de ander is een perfecte boogschutter, een vrouw die is meegegaan is een perfecte kokkin, weer een ander is in staat om gewone strobundels om te toveren tot ijs). 
Pjotr maakt zonder het te weten al voortijdig kennis met de prinses, die zich tegenover hem voordoet als een gewoon kamermeisje. De twee worden verliefd. Als de tsaar uiteindelijk nadat alle proeven zijn geslaagd besluit dat Pjotr de geschikte huwelijkskandidaat voor zijn dochter is, zegt Pjotr dat hij dit niet meer wil; hij voelt veel meer voor het kamermeisje. De prinses vertelt hem daarop hoe het zit, en het huwelijk wordt  voltrokken. Pjotr en al degenen die met hem meereisden blijven voortaan op het paleis. De hofmaarschalk wordt uit zijn functie ontheven.